# Gediminas Černiauskas
Gediminas Černiauskas (* 15. Mai 1957 in Vilnius) ist ein litauischer Ökonom und ehemaliger Politiker, Gesundheitsminister und Vizeminister.

## Leben
Nach dem Abitur 1975 an der Salomėja-Neris Mittelschule absolvierte Černiauskas 1980 das Diplomstudium der Industrieplanung an der Vilniaus universitetas (VU) und von 1983 bis 1986 die Aspirantur. Von 1980 bis 1983 lehrte er an der VU und von 2004 bis 2007 als Dozent an der Mykolo Romerio universitetas, von 1983 bis 1990 war er wissenschaftlicher Mitarbeiter am Wirtschaftsinstitut der Lietuvos mokslų akademija. 
Er war Berater des litauischen Premierministers Gediminas Kirkilas. Von 2001 bis 2004 und von 2007 bis 2008 war er stellvertretender Gesundheitsminister, ab 2008 Gesundheitsminister Litauens im Kabinett Kirkilas (14. Regierung) und von 2012 bis 2014 im Kabinett Butkevičius.